# 侯晓
侯晓（1963年10月8日—），陕西岐山人，航天固体火箭发动机专家，中国工程院院士，中国航天科技集团公司四院副院长。
侯晓是中国培养的第一名固体发动机专业的工学博士，是中国固体推进技术的新一代领军人。

## 履历[1]
- 1990年，于西北工业大学航天学院毕业，获固体发动机专业的工学博士学位。[2]
- 2015年，当选中国工程院院士。